# Halecium harrimani
Halecium harrimani är en nässeldjursart som beskrevs av Nutting 1901. Halecium harrimani ingår i släktet Halecium och familjen Haleciidae. Inga underarter finns listade i Catalogue of Life.